# جهية (فرع العدين)

تعديل مصدري - تعديل

جهية هي إحدى قرى عزلة الوزيرة بمديرية فرع العدين التابعة لمحافظة إب، بلغ تعداد سكانها 978 نسمة حسب تعداد اليمن لعام 2004.